# Ритхеу Юрій Сергійович
Ю́рій Сергі́йович Ритхе́у (чук. Рытгэв, рос. Рытхэу Юрий Сергеевич; 8 березня 1930, Уелен — 14 травня 2008, Санкт-Петербург) — чукотський письменник. Писав чукотською мовою, перекладаючи власні твори російською мовою.

## Життєпис

Уелен у 1934 році.

Ритхеу народився 8 березня 1930, в селищі Уелен на Чукотці в сім'ї приморського чукчі, мисливця-звіробоя. Його дід був чукотським шаманом. При народженні хлопчику дали ім'я Ритхеу, що в перекладі з чукотської означає «невідомий». Оскільки радянські установи не визнавали чукотських імен, то надалі для того, щоб отримати паспорт, майбутній письменник, як і всі його одноплемінники, був змушений взяти російське ім'я і по батькові, ім'я ж «Ритхеу» стало йому прізвищем. Його батьки жили в яранзі, і його дитинство минуло фактично ще в умовах кам'яної доби.
Ритхеу закінчив семирічну школу в Уелені і хотів продовжити навчання в Інституті народів Півночі, але за віком не потрапив до числа тих хто був командирований до цього ВНЗ. Тому він вирішив самостійно їхати в Ленінград на навчання. Цей шлях тривав кілька років. Для того, щоб заробити кошти на проїзд і життя в дорозі майбутній письменник наймався на різні роботи: був матросом, працював в геологічній експедиції, брав участь у звіробійному промислі, був вантажником гідробази.
На шляху до Ленінграда вступив в Анадирське училище. Друкуватись почав у 1947 році в анадирській окружній газеті «Радянська Чукотка», де публікував свої перші нариси і вірші. В Анадирі Ритхеу зустрівся з ленінградським науковцем П. Скориком, що очолював лінгвістичну експедицію. Він допоміг молодому письменнику дістатись до Ленінграда.
Ритхеу навчався на літературному факультеті ЛДУ з 1949 до 1954. Коли письменнику було трохи більше 20 років, його оповідання з'явились в альманасі «Молодий Ленінград», а трохи пізніше в журналах «Вогник», «Молодий світ», «Далекий схід», молодіжній газеті «Зміна» та інших періодичних виданнях. 1953 року у видавництві «Молода гвардія» російською мовою вийшла перша збірка оповідань «Люди нашого берега», в перекладі з чукотської А. Смоляна. В період свого студентства Ритхеу також активно займався перекладацькою діяльністю, перекладав чукотською мовою казки Олександра Пушкіна, оповідання Льва Толстого, твори Максима Горького і Тихона Семушкіна. В 1954 році Ритхеу прийняли до союзу письменників СРСР. Через два роки в Магадані вийшла друком збірка оповідань «Чукотська сага», що принесла йому визнання не лише радянських, а й зарубіжних читачів.

Ритхеу в 2000 році.

Після закінчення Ленінградського університету, Ритхеу в середині 1950-х років, кілька років жив у Магадані. Працював кореспондентом газети «Магаданська правда». Потім переселився до Ленінграду де прожив майже всю решту свого життя. 1967 року Ритхеу вступив до лав КПРС. У радянський період письменник багато подорожував, йому вдавалось часто бувати за кордоном в багатьох країнах світу, куди він їздив з творчими поїздками, культурними та дружніми візитами. Завдяки вільному володінню англійською мовою читав за запрошенням лекції а американських університетах. Протягом певного часу працював в ЮНЕСКО.
Після розпаду СРСР, в нових пострадянських країнах Ритхеу перестали друкувати. Опинившись в скрутному становищі письменник навіть мав намір емігрувати до США. Але через Чингіза Айтматова він познайомився з німецьким книговидавцем Люсьєном Лайтісом, що надалі став його літературним агентом, з яким уклав контракт на видання своїх творів німецькою мовою. Зараз твори Ритхеу, як перевидання, так і нові, виходять у багатьох розвинених країнах світу: Франції, Фінляндії, Нідерландах, Італії, Німеччині, Іспанії, Японії та інших державах. Тираж німецькомовних книг тільки одного видавництва складає чверть мільйона екземплярів. У Росії ситуація протилежна, остання книга «Подорож в молодості» вийшла тут в 1991. З початку 2000-них років малими накладами і російською мовою твори Ритхеу почали видавати і в Російській Федерації, на кошти губернатора Чукотського автономного округу Романа Абрамовича, але у вільний продаж книжки не потрапляють, через те, що весь тираж вивозиться до Чукотського АО. Першою такою книгою був новий твір «В дзеркалі забуття».
Останні роки життя письменник мешкав у Санкт-Петербурзі, активно займаючись письменницькою діяльністю. Щороку приїздив на свою батьківщину до Чукотки. Активно слідкував за станом справ в законодавстві РФ у царині корінних народів Півночі, проводив зустрічі зі своїми співвітчизниками, привертав увагу до проблем малих народів. Сучасну російську політику відносно корінних жителів Півночі Ритхеу називав «неоколоніальною». Помер Ритхеу 14 травня 2008 в Петербурзі.

## Творчість
Всі твори Ритхеу пов'язані з життям представників його народу — чукчів, їхньою минувшиною і життям в період відмирання традиційної культури та кардинальної зміни їх життя. Основний творчий доробок:
- збірки оповідань «Люди нашого берега» (1953), «Ім'я людини» (1955), «Чукотська сага» (1956) та інші;
- трилогія «Час танення снігів» (1958–1967) — автобіографічна трилогія, що розповідає про життя цілого покоління;
- романи «В долині Маленьких Зайчиків» (1962), «Айвангу» (1964), «Найгарніші кораблі» (1967), «Сон на початку туману» (1970), «Іній на порозі» (1971), «Білі сніги» (1975), «Кінець вічної мерзлоти» (1977), «Магічні числа» (1986), «Острів надії» (1987), «Інтерконтинентальний міст» (1989), «Чукотський анекдот» (2002);
- повісті «Нунівак» (1963), «Чарівна рукавиця» (1963), «Метальниця гарпуна» (1973), «Полярне коло» (1977), «Унна» (1992)[5], цикл «Сучасні легенди»;
- нариси, збірки віршів,
- кіносценарії до фільмів «Найгарніші кораблі» (1973), «Слід росомахи» (1978), «Коли йдуть кити» (1981).

Письменник розробляє історичні й сучасні сюжети, показуючи таким чином багатовікове існування чукчів, ескімосів та інших народів Півночі в суворих природних умовах Арктики як існування на межі людських можливостей. У багатьох творах Ритхеу розкриває духовний і етичний світ молодої людини — свого сучасника. Ритхеу художньо освоїв жанри чукотського та ескімоського фольклору, створивши цикл оригінальних повістей «Сучасні легенди», в основу яких поклав сюжети народних легенд. Він також писав публіцистичні, твори що вирізняються гостротою і різноманітністю проблематики.
Твори Ритхеу було перекладено багатьма мовами народів СРСР та іноземними мовами, його твори видавались тридцятьма мовами. Українською була перекладена дилогія «Сон на початку туману» (видавництво «Дніпро» 1981 р.) На його вірші композитор Едуард Артем'єв створив вокально-інструментальну сюїту «Тепло Землі».

## Українські переклади
- Люди нашого берега. — К., 1955,
- Ім'я людини. — К., 1958,
- Прощання з богами. — К., 1961,
- Айвангу. — К., 1969,
- Іній на порозі / перекл. Г. Лозинської; худ. В. Дозорець — К. : Дніпро, 1974 — 232 с. (серія «Романи й повісті». № 9/1974);
- Сон на початку туману.— Іній на порозі. — К. Дніпро, 1981.

## Вислови
|                            | Журналіст: Як по-вашому, якби Чукотка належала не Росії, а Америці, було б краще чи гірше? Ритхеу: Думаю, значно краще для мого народу. Просто не пощастило нам зі «старшим братом». |
| — З інтерв'ю 20 липня 2004 | |

## Нагороди і відзнаки
Нагороджений орденами «Знак Пошани», «Дружби народів», «Трудового Червоного Прапора».
Лауреат міжнародних премій «Грінцане Кавур» (Італія) і «Свідок Миру» (Франція), а також Державної премії Росії імені Максима Горького за роман «Кінець вічної мерзлоти».
Губернатор Чукотки Олександр Назаров в 1998 заснував прижиттєву літературну премію його імені.

## Тексти творів
- Біографія і твори (архіви) на publ.lib.ru(рос.)
- Твори на lib.ru [Архівовано 7 серпня 2007 у Wayback Machine.](рос.)
- Оповідання «Місячний Пес» в «Журнальній залі» [Архівовано 4 листопада 2012 у Wayback Machine.](рос.)
- Збірка «Люди нашего берега» на сайті infanata.org [Архівовано 11 березня 2010 у Wayback Machine.]